# Štadión Pasienky
Het Štadión Pasienky is een multifunctioneel voetbalstadion in Slowakije dat is gevestigd in de wijk Nové Mesto van de hoofdstad Bratislava. Het stadion biedt plaats aan maximaal 11.591 toeschouwers.
Het was de thuisbasis van FK Inter Bratislava, maar sinds het faillissement van deze voetbalclub in 2009 huurde aartsrivaal Slovan Bratislava het complex, omdat hun nieuwe stadion nog in aanbouw was. Sinds 2019 kent het stadion geen vaste bespeler meer. Ook het Slowaaks voetbalelftal speelde enkele interlands in dit onderkomen.
Het stadion wordt ook gebruikt voor concerten. In het verleden traden hier onder meer Metallica, Carlos Santana, Depeche Mode en KISS op.
Het stadion werd ook gebruikt op het EK onder 21 in 2000.

## Interlands
Het Slowaaks voetbalelftal speelde negen interlands in het Štadión Pasienky.
| 1 | 18 augustus 1999  | Slowakije – Israël                | 1 – 0 | Oefeninterland  |
| 2 | 5 juni 2010       | Slowakije – Costa Rica            | 3 – 0 | Oefeninterland  |
| 3 | 11 augustus 2010  | Slowakije – Kroatië               | 1 – 1 | Oefeninterland  |
| 4 | 3 september 2010  | Slowakije – Macedonië             | 1 – 0 | EK-kwalificatie |
| 5 | 17 november 2010  | Slowakije – Bosnië en Herzegovina | 2 – 3 | Oefeninterland  |
| 6 | 4 juni 2011       | Slowakije – Andorra               | 1 – 0 | EK-kwalificatie |
| 7 | 11 september 2012 | Slowakije – Liechtenstein         | 2 – 0 | WK-kwalificatie |
| 8 | 12 oktober 2012   | Slowakije – Letland               | 2 – 1 | WK-kwalificatie |
| 9 | 16 oktober 2012   | Slowakije – Griekenland           | 0 – 1 | WK-kwalificatie |